# U/17-VM i fodbold 2008 (piger)
U/17-Verdensmesterskabet i fodbold for piger 2008 var det første U/17-VM i pigefodbold, og mesterskabet blev arrangeret af FIFA. Slutrunden med deltagelse af 16 hold blev afviklet i New Zealand i perioden 28. oktober – 16. november 2008.

## Værtsbyer og stadioner
- North Harbour Stadium, Auckland
- QE II Stadium, Christchurch
- Waikato Stadium, Hamilton
- Wellington Stadium, Wellington

## Hold
Tekst mangler, hjælp os med at skrive teksten

## Indledende runde

### Gruppe A
| Dato   | Kamp                   | Res.      | Spillested |
| ------ | ---------------------- | --------- | ---------- |
| 28.10. | New Zealand - Canada   | 0-1 (0-0) | Auckland   |
| 29.10. | Danmark - Colombia     | 1-1 (0-1) | Auckland   |
| 1.11.  | Colombia - Canada      | 1-1 (1-1) | Auckland   |
| 1.11.  | New Zealand - Danmark  | 1-2 (1-1) | Auckland   |
| 4.11.  | Canada - Danmark       | 0-0 (0-0) | Hamilton   |
| 4.11.  | Colombia - New Zealand | 1-3 (0-1) | Wellington |

| Gruppe A    | Kampe | Mål | Point |
| ----------- | ----- | --- | ----- |
| Danmark     | 3     | 3-2 | 5     |
| Canada      | 3     | 2-1 | 5     |
| New Zealand | 3     | 4-4 | 3     |
| Colombia    | 3     | 3-5 | 2     |

### Gruppe B
| Dato   | Kamp                   | Res.      | Spillested   |
| ------ | ---------------------- | --------- | ------------ |
| 29.10. | Costa Rica - Tyskland  | 0-5 (0-3) | Christchurch |
| 29.10. | Nordkorea - Ghana      | 1-1 (0-0) | Christchurch |
| 1.11.  | Ghana - Tyskland       | 2-3 (0-2) | Christchurch |
| 1.11.  | Costa Rica - Nordkorea | 1-2 (1-1) | Christchurch |
| 4.11.  | Tyskland - Nordkorea   | 1-1 (1-0) | Hamilton     |
| 4.11.  | Ghana - Costa Rica     | 1-0 (1-0) | Wellington   |

| Gruppe B   | Kampe | Mål | Point |
| ---------- | ----- | --- | ----- |
| Tyskland   | 3     | 9-3 | 7     |
| Nordkorea  | 3     | 4-3 | 5     |
| Ghana      | 3     | 4-4 | 4     |
| Costa Rica | 3     | 1-8 | 0     |

### Gruppe C
| Dato   | Kamp                | Res.      | Spillested   |
| ------ | ------------------- | --------- | ------------ |
| 30.10. | Japan - USA         | 3-2 (1-1) | Hamilton     |
| 30.10. | Frankrig - Paraguay | 6-2 (3-1) | Hamilton     |
| 2.11.  | Paraguay - USA      | 1-3 (1-0) | Hamilton     |
| 2.11.  | Japan - Frankrig    | 7-1 (6-1) | Hamilton     |
| 5.11.  | Paraguay - Japan    | 2-7 (1-3) | Christchurch |
| 5.11.  | USA - Frankrig      | 1-1 (0-0) | Auckland     |

| Gruppe C | Kampe | Mål  | Point |
| -------- | ----- | ---- | ----- |
| Japan    | 3     | 17-5 | 9     |
| USA      | 3     | 6-5  | 4     |
| Frankrig | 3     | 8-10 | 4     |
| Paraguay | 3     | 5-16 | 0     |

### Gruppe D
| Dato   | Kamp                 | Res.      | Spillested   |
| ------ | -------------------- | --------- | ------------ |
| 30.10. | Brasilien - England  | 0-3 (0-0) | Wellington   |
| 30.10. | Sydkorea - Nigeria   | 1-2 (0-1) | Wellington   |
| 2.11.  | Nigeria - England    | 0-1 (0-0) | Wellington   |
| 2.11.  | Brasilien - Sydkorea | 1-2 (0-0) | Wellington   |
| 5.11.  | Nigeria - Brasilien  | 2-2 (1-1) | Christchurch |
| 5.11.  | England - Sydkorea   | 0-3 (0-2) | Auckland     |

| Gruppe D  | Kampe | Mål | Point |
| --------- | ----- | --- | ----- |
| Sydkorea  | 3     | 6-3 | 6     |
| England   | 3     | 4-3 | 6     |
| Nigeria   | 3     | 4-4 | 4     |
| Brasilien | 3     | 3-7 | 1     |

## Kvartfinaler
| Dato  | Kamp                                         | Res.               | Spillested |
| ----- | -------------------------------------------- | ------------------ | ---------- |
| 8.11. | Danmark - Nordkorea                          | 0-4 (0-1)          | Wellington |
| 8.11. | Tyskland - Canada                            | 3-1 (2-1)          | Wellington |
| 9.11. | Japan - England                              | 2-2 (1-1) 2-2 efs. | Hamilton   |
| 9.11. | England vinder straffesparkskonkurrencen 5-4 |                    |            |
| 9.11. | Sydkorea - USA                               | 2-4 (0-1)          | Hamilton   |

## Semifinaler
| Dato   | Kamp                | Res.      | Spillested   |
| ------ | ------------------- | --------- | ------------ |
| 13.11. | Nordkorea - England | 2-1 (2-0) | Christchurch |
| 13.11. | Tyskland - USA      | 1-2 (1-0) | Christchurch |

## Bronzekamp
| Dato   | Kamp               | Res.      | Spillested |
| ------ | ------------------ | --------- | ---------- |
| 16.11. | England - Tyskland | 0-3 (0-1) | Auckland   |

## Finale
| Dato   | Kamp            | Res.               | Spillested |
| ------ | --------------- | ------------------ | ---------- |
| 16.11. | Nordkorea - USA | 1-1 (0-1) 2-1 efs. | Auckland   |

## Målscorere
Dzsenifer Marozsán fra Tyskland vandt den Gyldne Støvle prisen for at score seks mål. I alt blev der scoret 113 mål af 69 forskellige spillere, heraf var to selvmål.
6 mål
- Dzsenifer Marozsán

5 mål
- Vicki DiMartino

4 mål
- Chinatsu Kira
- Natsuki Kishikawa
- Jon Myong-hwa
- Courtney Verloo

3 mål
- Pauline Crammer
- Lynn Mester
- Rosie White
- Ho Un-byol
- Lee Hyun-Young

2 mål
- Nkem Ezurike
- Tatiana Ariza
- Danielle Carter
- Marine Augis
- Alexandra Popp
- Turid Knaak
- Haruka Hamada
- Mana Iwabuchi
- Saori Takahashi
- Yun Hyon-hi
- Jacqueline Gonzalez
- Ji So-yun
- Kristie Mewis

1 mål
- Ketlen Wiggers
- Raquel Fernandez
- Rafaelle Souza
- Rachel Lamarre
- Ingrid Vidal
- Raquel Rodríguez
- Britta Olsen
- Linette Andreasen
- Simone Boye
- Isobel Christiansen
- Jessica Holbrook
- Lauren Bruton
- Lucy Staniforth
- Rebecca Jane
- Camille Catala
- Charlotte Poulain
- Lea Rubio
- Inka Wesely
- Leonie Maier
- Tabea Kemme
- Deborah Afriyie
- Florence Dadson
- Isha Fordjour
- Chiaki Shimada
- Kei Yoshioka
- Marika Ohshima
- Natsumi Kameoka
- Yuiko Inoue
- Annalie Longo
- Amarachi Okoronkwo
- Amenze Aighewi
- Ebere Orji
- Soo Adekwagh
- Jang Hyon-Sun
- Kim Un-hyang
- Kim Un-ju
- Ri Un-Ae
- Gloria Villamayor
- Paola Genes
- Rebeca Fernández
- Go Kyung-Yeon
- Lee Min-Sun
- Song Ah-Ri

Selvmål
- Hong Myong-hui (i kampen mod USA)
- Cris Mabel Flores (i kampen mod USA)